# Hiro Muramoto
Hiro Muramoto (村本 博之, Muramoto Hiroyuki, né vers 1966, mort le 10 avril 2010) est un cadreur TV et journaliste japonais qui travaille pour l'Australian Broadcasting Corporation à Tokyo dans les années 1990, et correspondant pour Reuters television pendant plus de quinze ans. Muramoto est basé au bureau de Reuters à Tokyo.
Muramoto est le premier reporter tué au cours des manifestations politiques thaïlandaises de 2010. Le photojournaliste italien Fabio Polenghi trouve la mort lors d'une autre manifestation le 19 mai 2010.

## Carrière
Diplômé de l'université Temple (campus du Japon), Muramoto travaille pour la NBC puis ABC. Il rejoint Reuters comme cadreur indépendant en 1992 et le devient à temps plein en 1995. Pendant sa collaboration avec Reuters, il se rend dans des zones à haut risque en Corée du Nord et aux Philippines (en période d'instabilité politique). Il couvre aussi des sujets de société tels que les singes-serveurs de Tokyo et l'homme qui a épousé un personnage de jeu vidéo ».
Également actif dans des projets caritatifs, Muramoto parcourt 100 km à pied en deux jours dans les zones situées autour du mont Fuji pour recueillir des fonds destinés aux communautés pauvres d'Afrique. Il avait l'intention de participer à cette marche pour la troisième fois à partir du 22 avril.

## Décès
Muramoto est tué le 10 avril 2010 alors qu'il couvre des affrontements violents lors des protestations politiques de 2010 entre les troupes thaïlandaises et les manifestants anti-gouvernementaux. Muramoto est en train de filmer un affrontements entre les protestataires et les forces gouvernementales sur Rajdamnoen road à Bangkok lorsqu'il reçoit une balle dans la poitrine. La balle ressort dans son dos mais les médecins ne peuvent pas déterminer de quel type de balle il s'agit,. Muramoto est emmené à l'hôpital Tengku Ampuan Rahimah où il est déclaré mort, selon le directeur de l'hôpital, le Dr. Pichaya Nakwatchara. Il était âgé de 43 ans et laisse derrière lui son épouse Emiko et ses deux enfants.
L'armée thaïlandaise prétend tirer d'abord des balles en caoutchouc et des gaz lacrymogènes puis des tirs à balles réelles en l'air. Cependant, les séquences vidéo montrent des soldats utilisant des fusils d'assaut en mode entièrement automatique en direction de manifestants. Les meneurs des protestations affirment qu'un certain nombre de personnes ont été touchées par des tireurs de l'armée embusqués dans des bâtiments voisins. L'armée admet plus tard que les troupes ont tiré à balles réelles directement sur les manifestants et n'avoir tiré que des rafales uniques pour protéger les soldats blessés fuyant les affrontements.

## Réactions
David Schlesinger (en), rédacteur en chef de Reuters, réagit en réponse à la mort de Muramoto « Je suis horriblement attristé d'avoir perdu notre collègue Hiro Muramoto dans les affrontements à Bangkok ... Le journalisme peut être une profession terriblement dangereux quand ceux qui tentent de dire au monde l'histoire s'enfoncent dans le centre de l'action. Toute la famille Reuters va pleurer cette tragédie ».
Un porte-parole de l'armée royale thaïlandaise affirme que les manifestants ont attaqué les soldats avec des grenades et des cocktails Molotov avant que la troupe ne réponde. Les affrontements de 2010, qui conduisent à des appels à la démission du gouvernement du premier ministre Abhisit Vejjajiva, sont les pires violences politiques survenues à Bangkok depuis 18 ans.

## Source de la traduction
- (en) Cet article est partiellement ou en totalité issu de l’article de Wikipédia en anglais intitulé « Hiro Muramoto » (voir la liste des auteurs).